# Haișîn, Pereiaslav-Hmelnițki
Haișîn (în ucraineană Гайшин) este localitatea de reședință a comunei Haișîn din raionul Pereiaslav-Hmelnițki, regiunea Kiev, Ucraina.

## Demografie
Componența lingvistică a localității Haișîn
     Ucraineană (97,62%)
     Rusă (2,2%)
     Alte limbi (0,18%)
Conform recensământului din 2001, majoritatea populației localității Haișîn era vorbitoare de ucraineană (97,62%), existând în minoritate și vorbitori de rusă (2,2%).